# Бёрнет, Уильям
Уильям Бёрнет (англ. William Burnet; март 1687/8 — 7 сентября 1729) — английский колониальный чиновник в Северной Америке, губернатор провинций Нью-Йорк и Нью-Джерси (1720—1728) и провинций Массачусетс-Бэй и Нью-Хэмпшир (1728—1729). Родился в аристократической семье (его крестный отец — Вильгельм III Оранский, а отец позже стал епископом Солсбери). Ученик Исаака Ньютона.
Большую часть своей жизни избегал государственной службы, пока финансовые соображения и политические связи не привели его на пост губернатора Нью-Йорка и Нью-Джерси. В Нью-Йорке он безуспешно пытался прекратить торговлю мехом между Олбани и французским Монреалем. Его нью-йоркское правление ознаменовалось ростом политических разногласий между землевладельцами, которым симпатизировал Бёрнет, и торговцами. После смерти короля Георга I был назначен губернатором Нью-Хэмпшира и Массачусетса.
Участвовал в неприятном споре с провинциальным собранием Массачусетса по вопросу о постоянном жаловании. Спор продолжался до сентябре 1729 года, когда Бёрнет умер. Его смерть, по-видимому, была следствием болезни, поразившей Бёрнета после того, как его экипаж опрокинулся и сбросил его в воду.

## Ранние годы
Уильям Бёрнет родился в Гааге, крупном городе Голландской Республики, в марте 1687/8 года. Он был первым ребенком Мэри (Скотт) Бёрнет и Гилберта Бёрнета, ведущего богослова голландского двора Вильгельма, принца Оранского (который стал крестным отцом Уильяма). Мэри Скотт была наследницей шотландского рода, поселилась в Нидерландах и обрела большое богатство, поэтому ее брак с Гилбертом, как считается, был заключен не по расчету, а по любви. У Уильяма было еще шестеро братьев и сестер, из которых четверо дожили до совершеннолетия.
В 1688 году во время Славной революции Вильгельм во главе армии пересек Ла-Манш, сверг короля Якова II и был объявлен королём Англии как Вильгельм III. Отец Бёрнета произнес коронационную проповедь и позднее был возведен в сан епископа Солсберийского, продолжая оказывать влияние на английский двор во время правления короля Вильгельма. Он впал в немилость, когда королева Анна заняла трон в 1702 году.
Мать Бёрнета умерла от оспы в 1698 году; в соответствии с последней просьбой супруги Гилберт Бёрнет два года спустя женился на её близкой подруге Элизабет Блейк, которая стала хорошей мачехой Уильяму и его братьям и сестрам. После смерти Гилберта в 1715 году Уильям унаследовал одну треть имущества семьи, которое, учитывая богатство его матери, было значительным.
Бёрнет был отличным, но недисциплинированным учеником. Он поступил в Оксфорд в возрасте 13 лет, но был отчислен по дисциплинарным причинам. Его более позднее образование состояло в частном обучении (Исаак Ньютон был одним из его учителей). В 1712 году он женился на Мэри, дочери Джорджа Стэнхоупа, декана Кентербери. У них родился один ребенок, мальчик, прежде чем она умерла в 1717 году.

## Интеллектуальные занятия
Образование принесло Бёрнету интерес к научным и математическим изысканиям. Он был предложен в качестве члена Королевского общества Исааком Ньютоном в 1705 году и был зачислен в организацию в феврале 1705/6 года. Он был знаком с математиком Готфридом Лейбницем, и переписывался по широкому кругу научных вопросов с торговцем и политиком из Филадельфии Джеймсом Логаном. Он докладывал Королевскому обществу о леднике Гриндельвальд в Швейцарии и о необычных венгерских близнецах, которых он видел в Гааге в 1708 году. Наблюдения за затмением одной из лун Юпитера, сделанные во время его губернаторства в Нью-Йорке, позднее были использованы для более точного определения долготы Нью-Йорка. Во время своего пребывания в Нью-Йорке он также встречал молодого Бенджамина Франклина и поощрял его интеллектуальных занятиях.
Как и его учитель Исаак Ньютон, Бёрнет также писал на религиозные темы. В 1724 году он анонимно опубликовал «Очерк о пророчестве Писания», в котором говорил о трех периодах, содержащихся в главе XII Книги пророка Даниила. Исходя из соображения, что первый период истекает в 1715 году, он выдвинул гипотезу о том, что Иисус Христос вернется на Землю в 1790 году на основе своего нумерологического толкования Книги пророка Даниила.

## Губернатор Нью-Йорка и Нью-Джерси

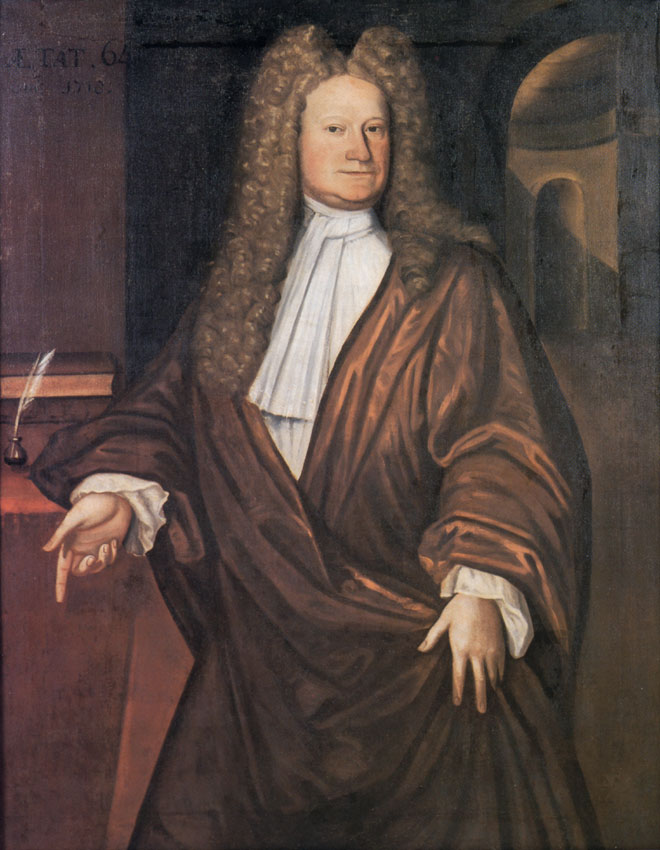
Роберт Ливингстон, один из главных советников Бёрнета на посту губернатора Нью-Йорка

Связи Бёрнета при дворе обеспечили ему назначение в качестве контролера таможен в Великобритании. Он инвестировал значительные средства в Компанию южных морей, крах которой в 1720 году заставил его рассмотреть более прибыльные посты в североамериканских колониях. Переписка с давним другом Робертом Хантером, вернувшимся в Англию в 1719 году, дала такую возможность: Хантер был тогда губернатором Нью-Йорка и Нью-Джерси, он вернулся в Англию по целому ряду личных причин, намереваясь уйти в отставку. Хантер и Бёрнет были связаны с правительством вигов, поэтому обмен должностями между ними был одобрен.

### Нью-Джерси
Управление Бёрнетом Нью-Джерси ознаменовалось спорами по поводу выдачи векселей и предоставления губернатору постоянной заработной платы. Аккредитивы в дополнение к финансированию расходов провинции также являлись местной валютой. Выдача большого количества таких векселей приводила к их девальвации по отношению к фунту стерлингов. Бёрнету было поручено запретить их выпуск, за исключением определенных условий. Когда провинциальная ассамблея в 1721 году одобрила законопроект по выпуску 40 000 фунтов стерлингов в векселях, обеспеченных имущественными закладными, Бёрнет распустил собрание. Однако он одобрил аналогичный законопроект в 1723 году в обмен на одобрение законодательным органом его пятилетнего постоянного жалования. Когда собрание через несколько лет приняло решение о повторном выпуске векселей, Бёрнет вновь согласился в обмен на получение гранта в размере 500 фунтов стерлингов на «непредвиденные расходы». Такая коррупционная схема стала обычной практикой в Нью-Джерси при более поздних губернаторах.

### Нью-Йорк
В Нью-Йорке Бёрнет встал на сторону крупных землевладельцев провинции; основываясь на их советах, он отказался назначить выборы в провинциальное собрание, сохраняя состав, в котором доминировала «партия двора» в течение пяти лет. Его отношения с нью-йоркским собранием ухудшились после того, как несколько перевыборов привели к добавлению достаточного количества членов оппозиционной группировки и избранию враждебного губернатору спикера. Хотя Бёрнет стремился расширить налоговую базу провинции за счет налогообложения крупных земельных владений, их собственники, доминировавшие в собрании, успешно противодействовали этим инициативам.
Через восемь месяцев после прибытия в Нью-Йорк, в мае 1721 года, Бёрнет женился во второй раз. Его женой стала Анна Мария ван Хорн, дочь Авраама и Марии ван Хорн и родственница Роберта Ливингстона, могущественного нью-йоркского землевладельца и одного из главных советников Бёрнета. У них было четверо детей; Анна Мария умерла вскоре после родов в 1727 году, как и их последний ребенок.

### Торговля с индейцами
Одним из наиболее важных аспектов пребывания Бёрнета в Нью-Йорке были его попытки укрепить положение колонии на границах и отношения с ирокезами, которые контролировали большую часть того, что сейчас составляет север штата Нью-Йорк. Поскольку ирокезы достигли мира с Новой Францией в 1701 году, между нью-йоркскими торговцами в Олбани и французскими торговцами в Монреале началась активная торговля. Английские товары продавались французским торговцам, которые обменивали эти товары на меха у индейцев в центральной части Северной Америки. Британские колониальные чиновники стремились изменить направление этой торговли, поручив Бёрнету направить торговлю через земли ирокезов, а не через Монреаль, что положило бы конец торговле Олбани с Монреалем.

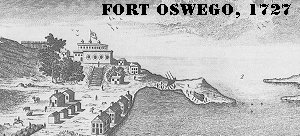
Форт Освего в 1727 году

Вскоре после прибытия в Нью-Йорк Бёрнет издал закон, запрещавший торговлю Олбани с Монреалем. Эта мера заставила его противостоять торговым интересам крупных купцов, в частности, гугенота Стефана Деланси, и других торговцев Олбани. Два крупных торговца, Адольф Филипс и Питер Скайлер, сидели в губернаторском совете и были убраны оттуда Бёрнетом в 1721 году. Закон был довольно легко обойден: торговцы продавали грузы индейцам мохокам, которые затем перевозили их в Монреаль и обратно. В 1722 году был принят закон, ужесточавший запрет на торговлю, он вызвал протест не только в Нью-Йорке, но и в Лондоне, где британские торговцы заявили, что он оказывает негативное влияние на всю трансатлантическую торговлю.
В 1723 году Бёрнету сообщили, что французы начали строительство форт Ниагара в западной части озера Онтарио; это представляло явную угрозу британским попыткам установления контроля над торговлей пушниной. Бёрнет приказал построить форт Осуиго в устье реки Осуиго. Это решение не только разозлило торговцев Олбани, которые теряли свою монополию на торговлю мехом, но и французов, так как дало британцам прямой доступ к озеру Онтарио, и ирокезов, которые рассчитывали на строительство форта на озере Онайда, а не на их землях в устье Осуиго
Попытки Бёрнета проводить такой курс торговой политики в конечном итоге не увенчались успехом. В 1725 году торговцам, среди которых был Стефан Деланси, удалось получить места в собрании на специальных выборах, а решение Бёрнета о недопущении Деланси в собрание по причине сомнений в его гражданстве вызвало возмущение у многих умеренных политиков. В последующие годы собрание было заметно более враждебным к губернатору. Запрет на торговлю был отменен в 1726 году и заменен системой налогообложения, поощрявшей западную торговлю в ущерб прямой торговле Олбани с Монреалем. К моменту отъезда Бёрнета в 1727 году было ясно, что эта политика также не работает, а в некоторых случаях имеет негативные последствия. Все законы, касавшиеся индейской торговли и принятые во время его администрации, были отменены в 1729 году; единственными долгосрочными последствиями были установление британского военного присутствия в Осуиго и нарушение монополии Олбани на торговлю. Бёрнет оставил Нью-Йорк разделенным между фракциями торговцев и землевладельцев.
В 1727 году король Георг I умер. Его преемник Георг II решил передать губернаторство Нью-Йорка и Нью-Джерси полковнику Джону Монтгомери, которого он лично хорошо знал. Бёрнета перевели на пост губернатора Массачусетса и Нью-Хэмпшира.
Монтгомери прибыл в Нью-Йорк 15 апреля 1728 года, а Бёрнет покинул Нью-Йорк в июле и отправился в Бостон.

## Губернатор Массачусетса и Нью-Хэмпшира
Бёрнет недолго пробыл в Нью-Хэмпшире, где, в отличие от Массачусетса, легко получил постоянное жалование на три года. Ко времени его назначения на пост губернатора в Массачусетсе провинция в течение нескольких лет управлялась подполковником Уильямом Даммером. Бёрнет предпринял попытку заставить собрание Массачусетса предоставить ему постоянное жалование. Со времени учреждения королевской хартии в 1692 году собрание неуклонно сопротивлялось таким попыткам, предоставляя лишь периодические гранты губернатору. Местные политики нашли это эффективным механизмом влияния на губернатора, поскольку губернатор никогда не знал заранее, когда будет сделан следующий грант и насколько он будет значительным. Вопрос о жаловании был одним из многих камней преткновения между собранием и губернатором Сэмюэлом Шютом во время его пребывания в провинции. Состоятельный Даммер был менее активен в этом вопросе, настаивая только на сохранении под его контролем провинциальной милиции.
Бёрнет занял предельно жесткую позицию в вопросе о жаловании: он отказался заниматься каким-либо другим вопросом, пока не будет принято решение. Законодатели, в свою очередь, отказались принять законопроект о жаловании, предложив щедрые разовые гранты, но Бёрнет принципиально отказался. Он также усилил напряженность, намекнув, что нежелание собрания уступить губернатору может поставить под угрозу колониальную хартию. Чтобы максимально усложнить жизнь законодателям, Бёрнет перенес место их сбора из Бостона сначала в Сейлем, а затем в Кембридж, увеличив расходы законодателей и вынудив многих из них чувствовать себя некомфортно за пределами Бостона. В ноябре 1728 года собрание проголосовало за отправку агентов в Лондон, чтобы обсудить спор с Советом по торговле. Попытки выделить средства для агентов были отклонены губернаторским советом, и их услуги были оплачены из частных средств.
В мае 1729 года Совет по торговле принял сторону Бёрнета, но собрание все равно отказалось уступить. Попытки вести диалог по другим вопросам неизменно сводились к спору о жаловании и, таким образом, стопорились. Спор все еще продолжался, когда Бёрнет, по дороге из Кембриджа в Бостон 31 августа, упал в воду, когда его экипаж случайно опрокинулся. Он заболел и умер 7 сентября 1729 года. Он был погребён в Королевской часовне кладбища Бостона.
Заместитель Бёрнета Даммер вновь принял на себя обязанности губернатора, пока Джонатан Белчер, один из агентов, отправленных в Лондон, не был назначен губернатором. Даммер занимал ту же позицию по вопросу о жаловании, что и Бёрнет, отказываясь от ежегодных грантов, пока не был заменен Уильямом Тейлером, который согласился на ежегодные гранты. Белчер, вернувшись в провинцию в 1730 году, в итоге также согласился на ежегодные гранты.

### Статьи
- Stearns, Raymond Phineas. Colonial Fellows of the Royal Society of London, 1661–1788 (англ.) // The William and Mary Quarterly[англ.] : journal. — 1946. — April (no. Third Series, Vol. 3, No. 2). — P. 208—268. — JSTOR 1920323.